# Колесниково (Удмуртия)
Коле́сниково — село в Каракулинском районе Удмуртии. Образовывало муниципальное образование Колесниковское со статусом сельского поселения как единственный населённый пункт в его составе. Законом от 27 мая 2021 года № 54-РЗ к 10 июня 2021 года сельское поселение упразднено в связи с преобразованием муниципального района в муниципальный округ.

## Географическое положение
Село располагается в юго-восточной части Удмуртии, правом берегу реки Камы, 8 км к юго-западу от районного центра села Каракулино, в 55 км к югу от города Сарапула и в 97 км от Ижевска.

## История

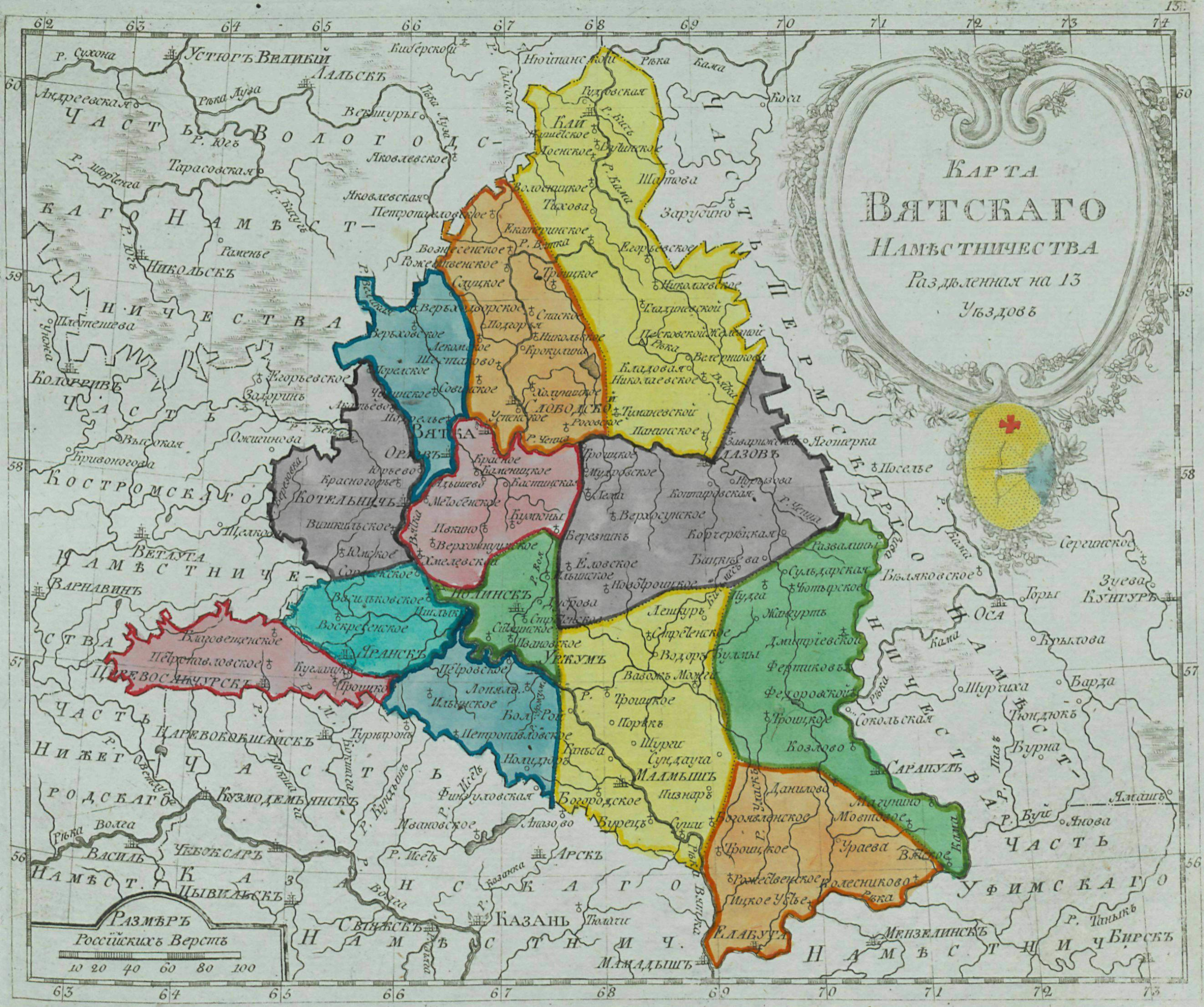
Село Колесниково на карте Вятского наместничества (1792 год).

В глубокой древности здесь жили пьяноборские племена, стояли укреплённые городища. Первое упоминание о селе Колесниково (Богородское) относится к 1604 году. В 1780—1796 годах — в Елабужском уезде Вятского наместничества, с 1796 года — в Сарапульском уезде Вятской губернии. В 1896 году в Колесниково насчитывалось 327 дворов с населением 2029 человек. 4 ноября 1926 года был образован Каракулинский район и село Колесниково вошло в состав района. Постановлением ВЦИК от 22 октября 1937 года село, в составе Каракулинского района, передано в состав Удмуртской АССР.
В 1859 году в Колесниково открылась первая школа. В 1898 году в селе действовала женская церковно-приходская школа, двуклассная земская мужская школа, одноклассная земская низшая сельскохозяйственная школа.

## Население
| 2010 | 2012 | 2013 | 2014 | 2015 | 2016 | 2017 |
| ---- | ---- | ---- | ---- | ---- | ---- | ---- |
| 404  | ↗408 | ↘403 | ↘400 | ↘395 | ↘393 | ↘374 |
| 2018 | 2019 | 2020 |      |      |      |      |
| ↘358 | ↘339 | ↗340 |      |      |      |      |

## Религия
20 декабря 1686 года выдана храмозданная грамота на строительство в д. Колесниково деревянной церкви. Этот документ является самым ранним в Удмуртии из сохранившихся храмозданных грамот. Церковь, построенная Ивашко Иванов с товарищами (60) человек, в 1707 году была сожжена башкирами. В 1711 году в селе построили второй храм — во имя Сретения Господня. В 1776 году церковь была освящена.
В 1818 году была построена и открыта каменная церковь Во имя Рождества Пресвятой Богородицы, которая стоит и по сей день. В храме имелась чудотворная икона Богородицы «Всех скорбящих радости».